# Hermann Helgesen
Herman Alrich Frostrup Helgesen (Ålesund, 1889. február 28. – Ålesund, 1963. február 1.) olimpiai ezüstérmes norvég tornász.
Ez első világháború után az 1920. évi nyári olimpiai játékokon, mint tornász versenyzett és szabadon választott gyakorlatokkal, csapat összetettben ezüstérmes lett.
Klubcsapata az Aalesunds Turnforening volt.